# Візит (телеканал)

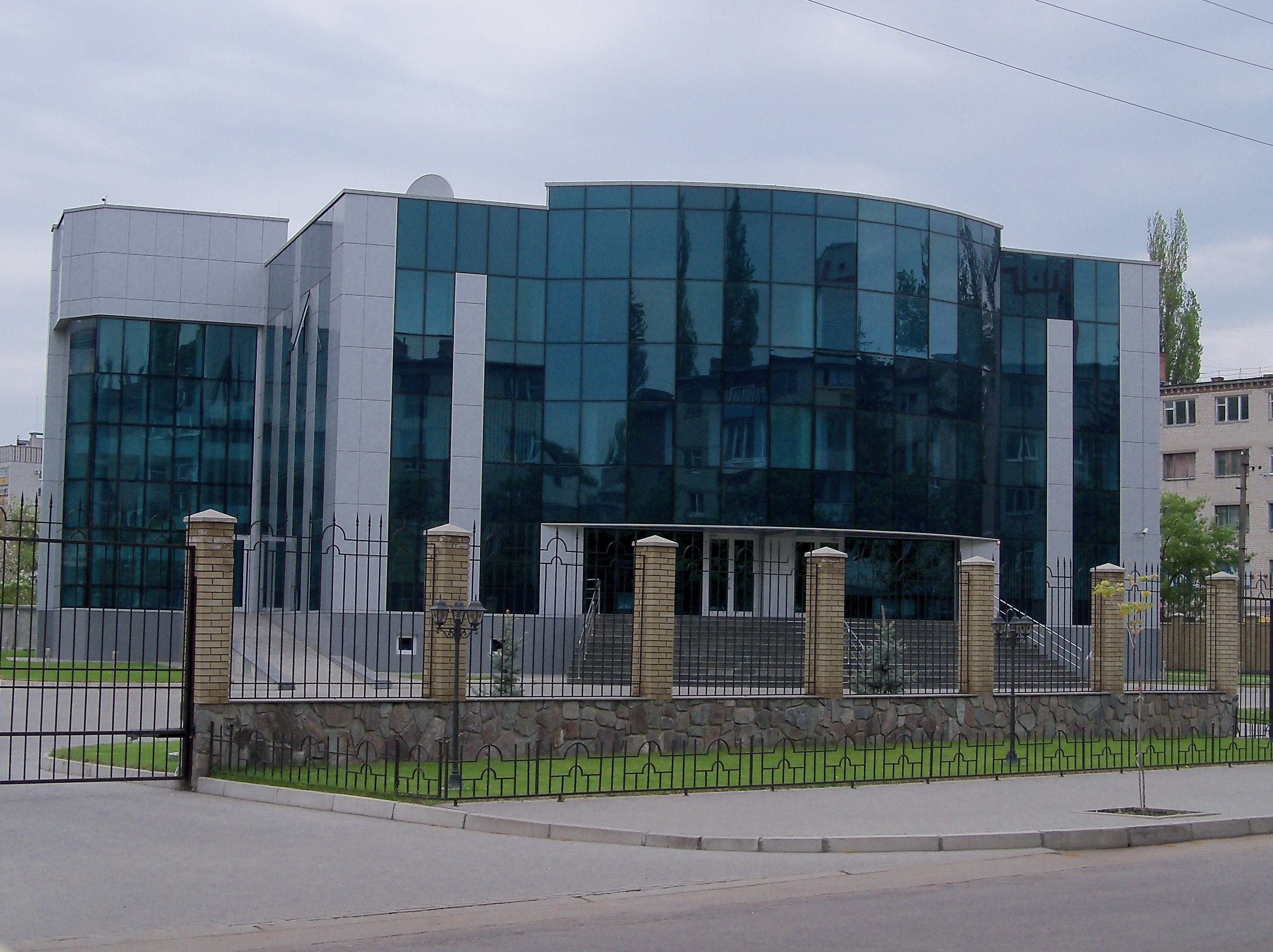
Будівля телекомпанії «Візит»

Телекомпанія «Візит» — український приватний регіональний інформаційно-розважальний телевізійний канал у Кременчуці.

## Загальні дані
«Візит» — найбільший багатосервісний оператор у місті, який надає наступні послуги:
- кабельне телебачення
- цифрове телебачення
- високошвидкісний Інтернет

Офіс телекомпанії знаходиться за адресою: Кременчук, бул. Українського Відродження, 3. Власне телекомпанія розташована: Кременчук, вул. Івана Мазепи, 29-А.

## Історія
Кременчук перебуває в зоні невпевненого прийому ефірного телебачення, були проблеми з показом телепрограм Центрального телебачення. За таких умов Кременчуцька міськрада на чолі з І. К. Пономаренком виділила у 1990—1991 роках понад три мільйони радянських карбованців, за які на Шяуляйському телезаводі в Литві, напередодні руйнування СРСР, була придбана апаратно-студійна апаратура. Міський комітет Компартії України виділив поверх Будинку політпросвіти, де її і встановили.
14 червня 1990 року Кременчуцька міська рада ухвалила рішення «Про організацію кабельного телебачення». Було утворене мале колективне підприємство «Візит», засноване ТОВ «КТБ», а також КТТЦ «Електрон», власником якого став трудовий колектив. Через певний час було проведено перереєстрацію МКП «Візит» у приватне підприємство "Приватна телекомпанія «Візит». Згодом ТОВ «КТБ» припинило існування, а все його майно, як і майно МКП «Візит», опинилося у ПП "Приватна телекомпанія «Візит», власником якої стала родина Мельників.
Мовлення каналу почалось 28 листопада 1991 року. Тоді в ефірі каналу транслювалися передачі І і ІІ каналу Центрального телебачення.
У листопаді 2009 року зайняв перше місце за довірою мешканців міста: 72,1 % кременчужан довіряли «Візиту» за результатами опитування.

### Судові процеси та конфлікти із владою
Конфлікт між міською владою в особі мера Олега Бабаєва і телекомпанією «Візит» почався в 2012 році — телекомпанія перестала транслювати новини комунальної телерадіокомпанії, стали частіше виходити критичні сюжети, а мер заявив, що «Візит» ввів цензуру. З бюджету міста стали виділятися додаткові суми на розвиток власного комунального телебачення, а з родиною власників «Візиту» міськрада стала розривати в односторонньому порядку договори оренди. Почалася судова тяганина.
Під час виборчої агітації 2012 року телекомпанія «Візит» 23 і 25 жовтня переривала агітаційну телепередачу кандидата у народні депутати, мотивуючи це введенням мораторію кандидатам на згадування опонентів під час своєї агітації. Передвиборчий штаб кандидата подав заяву до прокуратури щодо дій службових осіб телекомпанії «Візит» та позов до суду.
27 жовтня Автозаводський райсуд, розглядаючи скаргу, ухвалив рішення, що «Візит» зобов'язаний повернути кошти, проплачені за ефір, який не відбувся.
31 жовтня Харківський апеляційний адміністративний суд підтвердив порушення виборчого процесу, що було допущено телекомпанією під час трансляції законної політичної агітації, і призупинив дію ліцензії до завершення виборчого процесу.
12 квітня 2013 року розпочався суд щодо повернення кабельного телебачення «Візит» у власність міста,, а 23 квітня кременчуцькі депутати звернулися до Президента і до Генпрокуратури з проханням віддати ТК «Візит» місту.
20 вересня 2013 року Автозаводського районний суд м. Кременчука скасував державну реєстрацію приватної телекомпанії «Візит» від 27 червня 1995 року та передав всі права приватної телекомпанії телекомпанії «КТРК», яка знаходиться у комунальній власності.
10 вересня 2014 року директору телекомпанії «Візит» (Кременчук, Полтавська область) Олександру Мельнику прокуратура пред'явила звинувачення в організації замовного вбивства судді Автозаводського районного суду Олександра Лободенка, а також вбивства мера Кременчука Олега Бабаєва.

## Логотипи
Телеканал змінив два логотипи:
| Логотип | Опис           |
| ------- | -------------- |
|         | Перший логотип |
|         | Другий логотип |

## Програми
- «Наш час» — інформаційний випуск, виходить з понеділка по четвер о 20:40;
- «День за днем» — інформаційно-аналітичний випуск, виходить в ефір щосуботи о 19:40;
- «На добраніч, діти» — дитяча розважальна програма, в ефірі по будням о 20:30;
- «ММС від Ельзи» — молодіжна програма;
- «Наголос» — суспільно-політичне ток-шоу;
- «Зранку» — розважальна програма.

## Ключові особи
- Анна Плаксій — головний редактор телеканалу, працює на «Візиті» з 1995 року.[13]
- Оксана Цокур — кореспондент, ведуча новин та ток-шоу «Наголос», працює на телеканалі з 2004 року.[14]